# Rik Daems
Hendrik Jules Joseph (Rik) Daems (Aarschot, 18 augustus 1959) is een Belgisch wijnhandelaar, kunstschilder en voormalig liberaal politicus voor de PVV en diens opvolgers VLD en Open Vld

## Levensloop

### Jeugd en beroepsleven
Hij groeide op in het gezin van Jos Daems en volgde tot 1977 de klassieke humaniora (Latijn-wiskunde) in het Koninklijk Atheneum te Keerbergen. Vervolgens studeerde hij voor handelsingenieur aan de Solvay Managementschool te Elsene, een studie die hij in 1982 voltooide. Tevens behaalde hij in 1983 een master in 'Industrial Location and Development' aan de Vrije Universiteit Brussel. Na zijn studies werkte hij twee jaar als associate expert voor het 'Central American Institute for Public Administration' te Costa Rica ter vervanging van zijn legerdienst. Van 1983 tot 1985 was hij actief als expert voor de Verenigde Naties in Zuid-Amerika.
Vanaf 1981 werd hij beheerder van het wijnbedrijf 'bvba Daems & Zonen'. Ook beheert hij sinds 1994 het kunstbedrijf 'Art & Consult International', waarmee hij zijn eigen abstracte doekwerken, geïnspireerd door Jackson Pollock, verkoopt. In 2023 vestigde Daems zich te Brussel, waar hij in de Zavelwijk een kunstgalerie opende.

### Politiek
Van 1985 tot 1987 was Daems kabinetsadviseur van minister van Middenstand Jacky Buchmann. In december 1987 werd hij verkozen tot lid van de Kamer van volksvertegenwoordigers voor het kiesarrondissement Leuven, wat hij bleef tot in juli 1999. In de periode februari 1988-mei 1995 had hij als gevolg van het toen bestaande dubbelmandaat ook zitting in de Vlaamse Raad.  Tevens was hij in deze periode van 1989 tot 1998 gemeenteraadslid en van 1989 tot 1994 burgemeester te Aarschot. In 1997 werd hij onder het voorzitterschap van Guy Verhofstadt vicevoorzitter van de VLD, een verantwoordelijkheid die hij opnam tot in 1999.
Voor de verkiezingen van juni 1999 verhuisde Daems naar Heverlee. In de Kamer van volksvertegenwoordigers had hij zich onderscheiden als de hardnekkige begrotingsspecialist van de VLD. Toen Guy Verhofstadt na twaalf jaar oppositie eerste minister werd, werd Daems Minister van Telecommunicatie, Overheidsbedrijven en Participaties , alsook lid van het kernkabinet. Later zou hij ook belast worden met Middenstand. Tijdens zijn ambtstermijn werden diverse overheidsbedrijven geprivatiseerd, verkocht of omgevormd (Belgacom, Bpost en de Luchthaven van Zaventem). Ook ging onder zijn bestuur het overheidsbedrijf Sabena failliet. Daems kreeg kritiek omdat hij niet genoeg gedaan zou hebben om dit te vermijden. Ook bij de verkoop van de UMTS-licenties was er kritiek. In een beperkt aantal Europese landen hadden die veel geld opgeleverd voor de overheid. In België werden deze licenties echter net op de geschatte prijs verkocht. Door het organiseren van de Staten-Generaal van de Horeca in 2001 zette Daems de horecasector politiek op de kaart en legde de grondvesten voor een latere btw-verlaging. Hij werd hiervoor in 2010 genomineerd als 'taxman of the year'. Ook de grondige hervorming van het sociaal statuut voor de zelfstandige werd ingezet onder zijn ministerschap.
In 2003 viel Daems min of meer uit de gratie en zijn ministerpost werd niet vernieuwd. Hij werd opnieuw Kamerlid, van mei 2003 tot juni 2010, en was van 2003 tot 2006 VLD-fractievoorzitter in de Kamer en vervolgens van 2007 tot 2010 quaestor. Ook was hij van 2001 tot 2005 gemeenteraadslid van Leuven. Daarna verhuisde hij naar Herent, waar hij van 2007 tot 2012 gemeenteraadslid was. Bij de gemeenteraadsverkiezingen van oktober 2012 stelde hij zich opnieuw kandidaat in Leuven, waar hij vanaf 2013 opnieuw gemeenteraadslid was. In februari 2020, na verkozen te zijn als voorzitter van de Parlementaire Assemblee van de Raad van Europa, nam hij ontslag uit de Leuvense gemeenteraad. Medio oktober 2007 waren er geruchten dat Daems een overstap naar de LDD zou overwegen, maar uiteindelijk bleef hij aangesloten bij de Open Vld. Door de aanstelling van streekgenote Patricia Ceysens als Vlaams minister van Economie (in opvolging van Fientje Moerman) had hij geen kans meer op een ministerpost in de te vormen federale regering. De dag erna werd dit bericht ontkend door Open Vld.
In juni 2010 werd Rik Daems verkozen in de Senaat. Hij bleef rechtstreeks gekozen senator tot in mei 2014. In mei 2014 stond hij bij de Vlaamse verkiezingen op de tweede plaats op de Vlaams-Brabantse Open Vld-kieslijst. Hij werd verkozen tot lid van het Vlaams Parlement, waar hij van 2014 tot 2019 voorzitter was van de commissie Buitenlands Beleid, Europese Aangelegenheden, Internationale Samenwerking, Toerisme en Onroerend Erfgoed, en werd door zijn partij ook als deelstaatsenator aangesteld. In de senaat opende hij, als langst zetelend parlementslid, de nieuwe legislatuur als voorzitter. Van januari tot mei 2019 was hij Open Vld-fractieleider in de Senaat, een functie die hij van september 2020 tot juni 2024 opnieuw uitoefende. Ook was hij van 2015 tot 2020 plaatsvervangend lid van het Comité van de Regio's, was hij van 2007 tot 2010 en vanaf 2019 volwaardig lid van de Parlementaire Assemblee van de Raad van Europa en de Assemblee van de West-Europese Unie en was hij van 2014 tot 2019 plaatsvervangend lid van deze twee assemblees. Hij werd op 22 januari 2018 unaniem verkozen tot fractieleider voor de periode 2018-2020 van ALDE bij de Parlementaire Assemblee bij de Raad van Europa. In januari 2020 werd hij voorzitter van deze raad, hetgeen hij bleef tot januari 2022.
In mei 2019 was hij lijstduwer voor zijn partij bij de Vlaamse verkiezingen. Hij raakte vanop die positie niet herkozen. Vervolgens besliste zijn partij hem aan te stellen als gecoöpteerd senator. Er werd evenwel afgesproken dat hij deze functie tot in 2022 zou uitoefenen en dat hij dan zijn plaats zou afstaan aan Veli Yüksel. Uiteindelijk bleef hij echter tot aan het einde van de legislatuur in juni 2024 in de Senaat zetelen. Eind 2023 kwamen Daems belangen in twee exclusief op China gerichte bedrijven onder de media-aandacht. Bij de verkiezingen van juni 2024 was hij geen kandidaat meer voor een parlementair mandaat.
Hij is honorair consul voor Togo in het Vlaams Gewest.

### Privéleven
Daems leerde zijn eerste vrouw aan de VUB kennen. Hij sloot daarna een tweede huwelijk. Deze partner was in haar eerste huwelijk getrouwd met de jongere broer van Jo Vandeurzen.
Op 10 januari 2006 zette Daems een stap opzij als fractieleider voor de VLD, nadat hij eerst in een interview met weekblad Dag Allemaal aankondigde dat hij ging scheiden van zijn tweede vrouw en later uit informatie van het dagblad Le Soir bleek dat hij niet vermeld had dat hij een relatie was aangegaan met PS-parlementslid Sophie Pécriaux. Samen hebben zij een dochter. Later diende Daems hierover een klacht in bij de Raad voor de Journalistiek. Die verklaarde de klacht echter ongegrond en zei dat er geen aanwijzingen waren dat Dag Allemaal Daems onder druk had gezet om een interview te geven over zijn privéleven.